# メイソン・ミラー
メイソン・ジェームズ・ミラー（Mason James Miller, 1998年8月24日 - ）は、アメリカ合衆国ペンシルベニア州ピッツバーグ出身のプロ野球選手（投手）。右投右打。MLBのサンディエゴ・パドレス所属。

## 経歴

### プロ入りとアスレチックス時代
2021年のMLBドラフト3巡目（全体97位）でオークランド・アスレチックスから指名され、プロ入り。傘下のルーキー級アリゾナ・コンプレックスリーグ・アスレチックスでプロデビューした。
2022年はルーキー級アリゾナ・コンプレックスリーグ・アスレチックスで開幕を迎え、その後A+級ランシング・ラグナッツ、AAA級ラスベガス・アビエイターズへ昇格した。3チーム合計で6試合に登板した。オフにはアリゾナ・フォールリーグでプレーし、メサ・ソーラーソックスに所属した。
2023年はAA級ミッドランド・ロックハウンズで開幕を迎え、1試合に登板した後にAAA級ラスベガスへ昇格した。4月19日にメジャー契約を結んでアクティブ・ロースター入りすると、同日のシカゴ・カブス戦にて先発でメジャーデビュー（4.1イニングを2失点で勝敗付かず）。5月に右肘の尺側側副靭帯を捻挫し、4カ月近く故障者リストに入ったため、復帰後は投球数を厳しく制限された。
2024年は負担軽減の為にリリーフへ転向後にクローザーとして活躍し、自身初となるオールスターに選出された。オールスターゲームではオールスターゲーム史上最速の投球となる103.6マイルを投げた。この年は55試合に登板し、防御率2.49、28セーブ、104奪三振、リリーフ投手ではメジャー最高となる奪三振率14.40を記録し、オールMLBチームのセカンドチームに選出された。
2025年は後述の移籍前までに38試合に登板して1勝2敗20セーブ、防御率3.76、59奪三振などを記録していた。

### パドレス時代
2025年7月31日にレオ・デフリース、ヘンリー・バエズ、ブレイデン・ネット、エドゥアルニエル・ヌニェスとのトレードで、JP・シアーズと共にサンディエゴ・パドレスへ移籍した。

## 人物
大学時代の2018年に1型糖尿病と診断されている。
速球で打者を次々と打ち取る姿から愛称は"死神"（"Reaper"）。

## 詳細情報

### 年度別投手成績
| 年 度    | 球 団    | 登 板 | 先 発 | 完 投 | 完 封 | 無 四 球 | 勝 利 | 敗 戦 | セ 丨 ブ | ホ 丨 ル ド | 勝 率 | 打 者 | 投 球 回 | 被 安 打 | 被 本 塁 打 | 与 四 球 | 敬 遠 | 与 死 球 | 奪 三 振 | 暴 投 | ボ 丨 ク | 失 点 | 自 責 点 | 防 御 率 | W H I P |
| -------- | -------- | ----- | ----- | ----- | ----- | -------- | ----- | ----- | -------- | ----------- | ----- | ----- | -------- | -------- | ----------- | -------- | ----- | -------- | -------- | ----- | -------- | ----- | -------- | -------- | ------- |
| 2023     | OAK      | 10    | 6     | 0     | 0     | 0        | 0     | 3     | 0        | 1           | .000  | 139   | 33.1     | 24       | 2           | 16       | 0     | 3        | 38       | 3     | 0        | 15    | 14       | 3.78     | 1.20    |
| 2024     | OAK      | 55    | 0     | 0     | 0     | 0        | 2     | 2     | 28       | 0           | .500  | 249   | 65.0     | 36       | 6           | 21       | 3     | 1        | 104      | 2     | 0        | 23    | 18       | 2.49     | 0.88    |
| MLB：2年 | MLB：2年 | 65    | 6     | 0     | 0     | 0        | 2     | 5     | 28       | 1           | .286  | 388   | 98.1     | 60       | 8           | 37       | 3     | 4        | 142      | 5     | 0        | 38    | 32       | 2.93     | 0.99    |

- 2024年度シーズン終了時

### 年度別守備成績
| 年 度 | 球 団 | 投手（P） | 投手（P） | 投手（P） | 投手（P） | 投手（P） | 投手（P） |
| 年 度 | 球 団 | 試 合     | 刺 殺     | 補 殺     | 失 策     | 併 殺     | 守 備 率  |
| ----- | ----- | --------- | --------- | --------- | --------- | --------- | --------- |
| 2023  | OAK   | 10        | 2         | 1         | 0         | 1         | 1.000     |
| 2024  | OAK   | 55        | 2         | 1         | 0         | 0         | 1.000     |
| MLB   | MLB   | 65        | 4         | 2         | 0         | 1         | 1.000     |

- 2024年度シーズン終了時

### 表彰
- リリーバー・オブ・ザ・マンス：1回（2024年4月）
- オールMLBチーム
  - セカンドチーム（救援投手）：1回（2024年）

### 記録
- MLBオールスターゲーム選出：1回（2024年）

### 背番号
- 57（2023年）
- 19（2024年 - 2025年7月26日）
- 22（2025年8月1日 - ）